# Walter Lang (Musiker, 1896)
Walter Lang (* 19. August 1896 in Basel, Schweiz; † 17. März 1966 in Baden AG) war ein Schweizer Komponist, Pianist und Musikpädagoge.

## Leben und Wirken
Walter Lang besuchte das Gymnasium und studierte anschliessend am Konservatorium Basel Klavier bei Charlotte Schrameck und Komposition bei Georg Haeser. Sein Klavierstudium ergänzte er bei August Schmid-Lindner in München und bei Walter Frey in Zürich, sein Kompositionsstudium bei Émile Jaques-Dalcroze, Friedrich Klose und Volkmar Andreae.
Danach war er zunächst als Musiklehrer am Jaques-Dalcroze-Institut in Genf, in Basel und in Hellerau tätig, von 1922 bis 1941 war er Klavierlehrer am Konservatorium Zürich. Während dieser Zeit trat er auch als Solist, Kammermusiker und Begleiter auf. Als Solist spielte er vor allem Klavierwerke von Johann Sebastian Bach. Mit dem Violinisten Walter Kägi und dem Cellisten Franz Hindermann bildete er das „Lang-Trio“, mit der Cembalistin Touty Hunziker-Druey trat er als Duo auf. Die Komponistin Gisella Selden-Goth widmete ihnen eine vierhändige Fassung ihrer Komposition Preludio e fuga.
Von 1942 bis 1948 war Walter Lang als Pianist und Dirigent im Studio des Landessenders Monte Ceneri in Lugano tätig, danach ging er wieder nach Zürich. Er betreute Klavierklassen an der Musikakademie Zürich, an der Musik-Akademie der Stadt Basel und am Berner Konservatorium.
Walter Lang komponierte über 100 Werke, davon 75 mit Opusnummerierung. Unter seinen Kompositionen sind Etüden und Studienwerke für Klavier, die auch künstlerischen Ansprüchen genügen, sowie Vokal- und Instrumentalkompositionen unterschiedlicher Musikgattungen bis zu einer Zwölftonreihe. Der Journalist Hans Ehinger bezeichnete ihn als „Meister der kleinen Form“.
Seine letzten Lebensjahren verbrachte er in Wettingen.